# Iberoamerikanische Badmintonmeisterschaft
Die Iberoamerikanische Badmintonmeisterschaft ist die Meisterschaft der Staaten Iberoamerikas im Badminton. Sie wurde erstmals im November 2022 im mexikanischen Guadalajara ausgetragen.

## Die Titelträger
| Saison | Herreneinzel          | Dameneinzel             | Herrendoppel                  | Damendoppel                    | Mixed                         |
| ------ | --------------------- | ----------------------- | ----------------------------- | ------------------------------ | ----------------------------- |
| 2022   | Adriano Viale Aguirre | Fernanda Saponara Rivva | Jacobo Fernandez Rubén García | Paula Lopez Ania Setien        | Jacobo Fernandez Paula Lopez  |
| 2023   | Alvaro Leal           | Ania Setien             | Rubén García Carlos Piris     | Paula Lopez Lucía Rodríguez    | Jacobo Fernandez Paula Lopez  |
| 2024   | Uriel Canjura         | Juliana Giraldo         | Miguel Esteve Marcos Garcia   | Amaia Torralba Jana Villanueva | Marcos Garcia Jana Villanueva |